# Schloss Rackschütz
Das Schloss Rackschütz (polnisch Pałac Rakoszyce) ist ein zur Ruine verfallener Schlossbau in Rakoszyce in der Stadt- und Landgemeinde Środa Śląska (deutsch: Neumarkt) in der Woiwodschaft Niederschlesien in Polen.

## Geschichte
Belegte Besitzer waren das Adelsgeschlecht Falkenhayn-Buch, danach die von Leß, dann für 160 Jahre die von Dobschütz. Letztere ließen auf den Grundmauern eines vorherigen Herrensitzes das heutige Schloss errichten. Nicolaus Ferdinand von Dobschütz, mit dessen Tod 1838 die Rackwitzer Stammlinie der Dobschütz im Mannesstamm erlosch, war Landrat des Landkreises Neumarkt. Zu dessen Gedenken stifteten die Kreisstände in der Nähe des Schlosses ein Denkmal. 
Später gelangte der Besitz durch Heirat der Luise von Debschütz-Rackschütz an den preußischen Zweig der briefadeligen Familie von Stoesser, an ihren Ehemann, den späteren Generalleutnant Eduard von Stoesser. Juristisch blieb Frau von Stoesser die Gutsherrin. Dann kam das Erbe an dessen jüngsten Sohn Guido von Stoesser (1826–1896), der Kirchenpatron in der Parochie Rackschütz wurde. Guido von Stoesser war kgl. preuß. Kammerherr, Major, Landesältester, und als General-Landschafts-Repräsentant für Oberschlesien ein hoher Funktionär der Schlesischen Landschaft, der ältesten Ritterschaftsbank in Preußen. Stoesser nannte sich zuletzt nach dem Gutsbesitz Guido von Stoesser-Rackschütz, die Nachfolge in einigen seiner Ämter trat Landrat Leopold von Tettenborn an. Seine Nachfahren übernahmen nicht das Gut und das Herrenhaus. Der Sohn Walter von Stoesser starb 1915 in Heidelberg als kaiserlicher Regierungsrat in Heidelberg, dessen Witwe Valli von Lücken lebte in Potsdam, deren Tochter Margarethe von Stoesser heiratete den Juristen Hans-Henning von Klitzing (1885–1964), Landrat und Regierungsvizepräsident, deren Sohn Guido jun. von Stoesser war staatlich geprüfter Gartenbautechniker in Potsdam. Vor 1900 beinhaltete Gut Rackschütz 449 ha.
Neuer Besitzer auf Rackschütz, dass dann zur benachbarten Majoratsherrschaft in Frankenthal, Kreis Neumarkt, eines 1862 nobilitierten Familienzweiges der einst bürgerlichen Unternehmerfamilie Kramsta gehörte, wurde (Christian-Georg), eigentlich Georg von Kramsta (1842–1901). Sein Gesamtbesitz umfasste mehrere Rittergüter. Letzter Gutsbesitzer wurde der 1890 geborene Sohn Hans-Georg von Kramsta auf Schloss Frankenthal bei Neumarkt in Schlesien. Für 1937, der letzten amtlichen Ausgabe des Schlesischen Güter-Adressbuches, liegen die Daten zum Gut Rackschütz, dort Nr. 1187, vor, als Rittergut bei der Herrschaft Frankenthal, als Nebenbesitz geführt. Die Gesamtfläche betrug 468 ha. Inspektor war Helmuth von Brunn (1895–1965), zuletzt Major. Er wohnte mit seiner Familie seit 1924 im Ort. Der Inspektor hatte einen Assistenten und einen Brennerei-Verwalter an seiner Seite.

## Bauwerk
Der mittelalterliche Herrensitz war von einem nassen Graben umgeben, der beim Umbau zum heutigen Schloss teilweise verfüllt wurde. Über den verbleibenden Graben wurde eine massive Brücke zum Eingang des Schlosses gebaut. Die Fassade ist durch Pilaster und verschiedene Größen der Fenster abwechslungsreich gestaltet.